# Calle de Treviño
La calle de Treviño es una vía pública de la ciudad española de Madrid, situada en el barrio de Ríos Rosas, distrito de Chamberí.

## Descripción
La vía discurre desde la calle de Maudes hasta la de Raimundo Fernández Villaverde. Recuerda con el título la batalla de Treviño, enmarcada en la tercera guerra carlista. Aparece descrita en Las calles de Madrid (1889) de Hilario Peñasco de la Puente y Carlos Cambronero con las siguientes palabras:

Treviño. Comienza en la calle de doña María de Guzmán y sale al campo. Es de apertura moderna. La acción de Treviño se dió el 5 de Julio de 1875 entre las tropas carlistas y el ejército liberal, al mando del general Quesada. El éxito se debió á una oportuna carga de caballería del regimiento del Rey, acto de temerario arrojo que vino á decidir la victoria.
(Peñasco de la Puente y Cambronero, 1889, p. 537)